# 양촌면
양촌면(陽村面)은 충청남도 논산시 동남부의 면이다. 면 소재지는 인천리이다. 대둔산 도립공원이 있고, 논산천이 흐른다.

## 명칭 유래
양촌이라는 명칭은 1914년 양량소면(陽良所面)과 모촌면(茅村面)을 합하여 설치되었기 때문에 한 글자씩 조합한 것이다.

## 역사
- 백제시대 : 황등야산군
- 신라시대 : 황산군
- 고려 초기 : 연산현
- 고려 말기 : 은산현
- 조선시대 : 충청도 연산현
- 1914년 : 충청남도 논산군 양촌면으로 통합 - 연산군 모촌면, 양량소면과 고산군 운북면의 11개리를 통합하여 16개리 관할.

| 조선총독부령 제111호                    |                                                               |
| 구 행정구역                             | 신 행정구역                                                   |
| 연산군 양량소면(1906년 전주군에서 분리) | 양촌면 남산리, 반암리, 신기리, 양촌리, 오산리, 인천리, 채광리 |
| 연산군 모촌면                           | 양촌면 거사리, 명암리, 모촌리, 반곡리, 산직리, 신양리, 신흥리 |
| 고산군 운북면                           | 양촌면 도평리, 임화리                                         |
- 1973년 : 가야곡면 석서리 일부를 양촌면에 편입. 17개리 관할.
- 1983년 : 가야곡면 중산리와 양촌리 일부를 양촌면에 편입, 신양리를 연산면에 편입가야곡면 중산리와 양촌리 일부를 양촌면 중산리 편입.

## 법정리
- 거사리(居士里)
- 남산리(南山里)
- 도평리(道坪里)
- 명암리(鳴巖里)
- 모촌리(茅村里)
- 반곡리(盤谷里)
- 반암리(半巖里)
- 산직리(山直里)
- 석서리(石西里)
- 신기리(新基里)
- 신흥리(新興里)
- 양촌리(陽村里)
- 오산리(梧山里)
- 인천리(仁川里): 행정복지센터 소재지
- 임화리(林花里)
- 중산리(中山里)
- 채광리(采光里)

## 교육
양촌면에는 1개의 고등학교, 1개의 중학교, 2개의 초등학교가 있다.

### 교육기관
- 국방대학교
- 고등학교
  - 건양고등학교
- 중학교
  - 건양중학교
- 초등학교
  - 양촌초등학교 (인천리)
    - 장원분교 (폐교) (산직리)

  - 반곡초등학교 (반곡리)
  - 동산초등학교 (폐교) (인천리)

## 교통
- 호남고속도로지선 양촌 나들목

## 주요기관
- 국방대학교
- 논산경찰서 양촌파출소
- 논산소방서 양촌119지역대
- 양촌우체국

## 경제
특산물은 곶감, 딸기, 상추 등이 유명하다. 양촌 곶감은 우수한 품질을 인정받아 충청남도 특산물 “으뜸 Q"를 지정받았고, 정부로부터 논산청정딸기산업특구와 양촌곶감특구로 지정되어 있다. 매년 양촌곶감축제가 열린다.
양촌면에는 12개의 기업체가 있다. 중산리에 의약 제조업체인 한국신약 본사가 있다.

## 관광
- 양촌자연휴양림
- 양촌유원지
- 대둔산 도립공원
- 쌍계사